# Cijnsboek

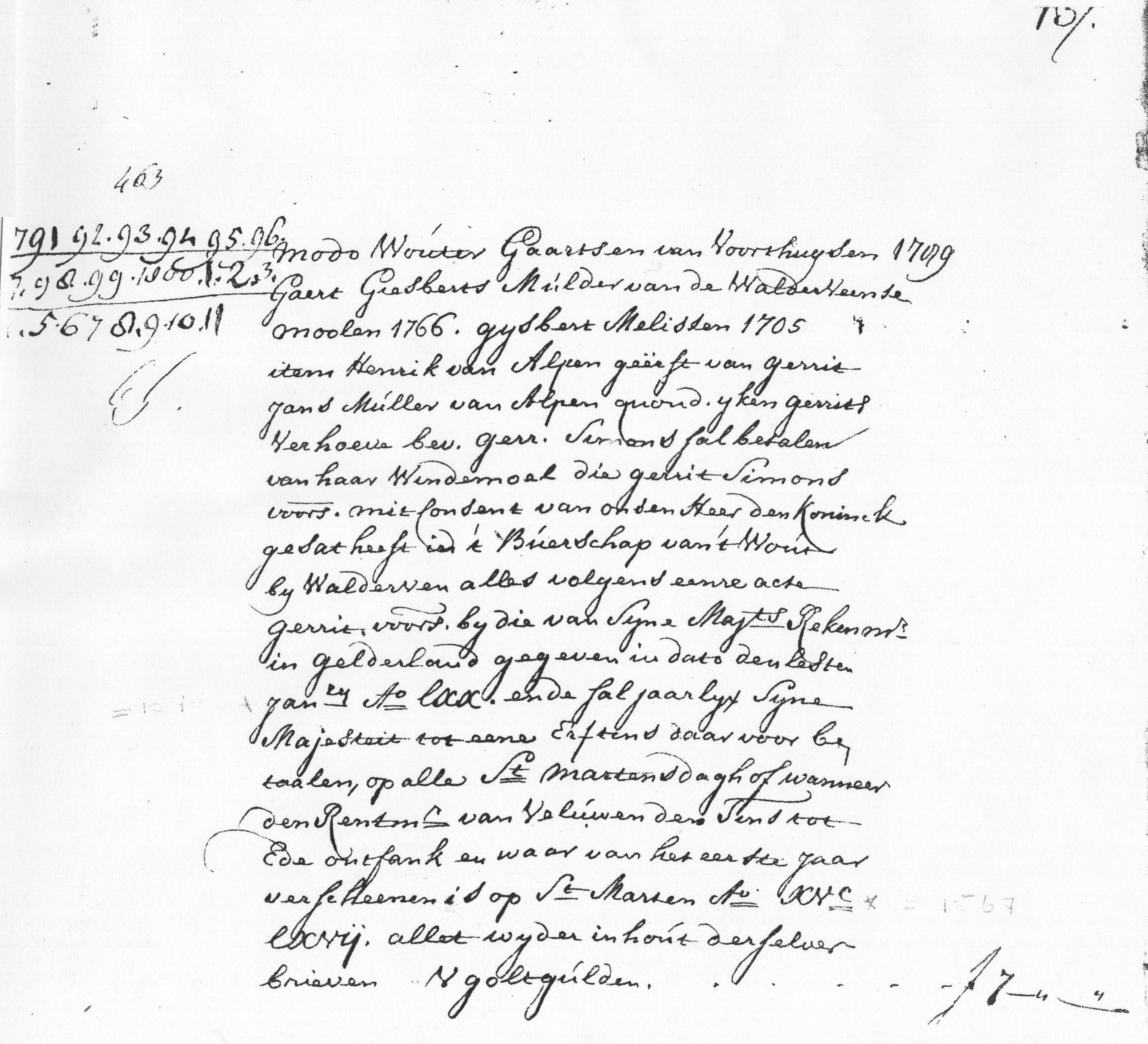
Gedeelte uit het tynsboek Ede (vanaf 1792)

In een cijnsboek of tynsboek werd per cijnsgoed (perceel of gebouw) de verschuldigde cijns vastgelegd alsmede de naam van de cijnsplichtige en de betaaldag. 
De boeken zijn vernoemd naar de ligging van het goed, naar de landsheer of naar de plaats waar de cijns moest worden betaald. Elk boek is onderverdeeld per betaaldag. Zo kende het Boeck van Lieshout drie afzonderlijke cijnsboeken: het Bamisboeck (betaaldag met Sint Bavo, 1 oktober), het Corsmisboeck (Kerstmis, 25 december) en het Boeck Sint Jan Evangelist (27 december).
In het cijnsboek werd voor elk cijnsgoed de betaling bijgehouden met behulp van een jaarletter of een teken in de marge. De naam van een nieuwe cijnsplichtige, veelal een zoon of dochter, werd boven die van de vorige geschreven. Cijnsboeken bevatten zodoende een schat aan historische en genealogische gegevens. 